# Myadestes
Myadestes là một chi chim trong họ Turdidae.